# Hannah Nydahl

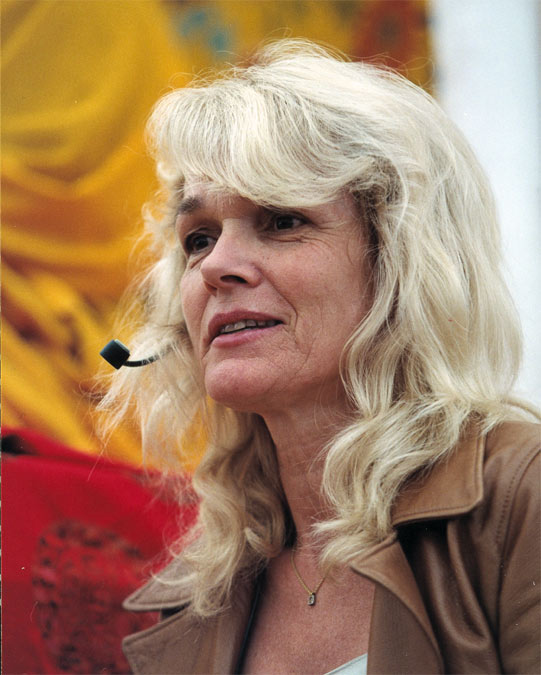
Hannah Nydahl

Hannah Nydahl (* 17. April 1946 als Hannah Christiansen in Kopenhagen; † 1. April 2007 ebenda) war eine Lehrerin der Karma-Kagyü-Linie des tibetischen Buddhismus.  Wie ihr Ehemann Ole Nydahl hat sie seit 1973 bis zu ihrem Tod 2007 sowohl zur Entwicklung und Verbreitung des tibetischen Buddhismus in der westlichen Welt als auch zur Erhöhung seines Bekanntheitsgrades wesentlich beigetragen.

## Biografie

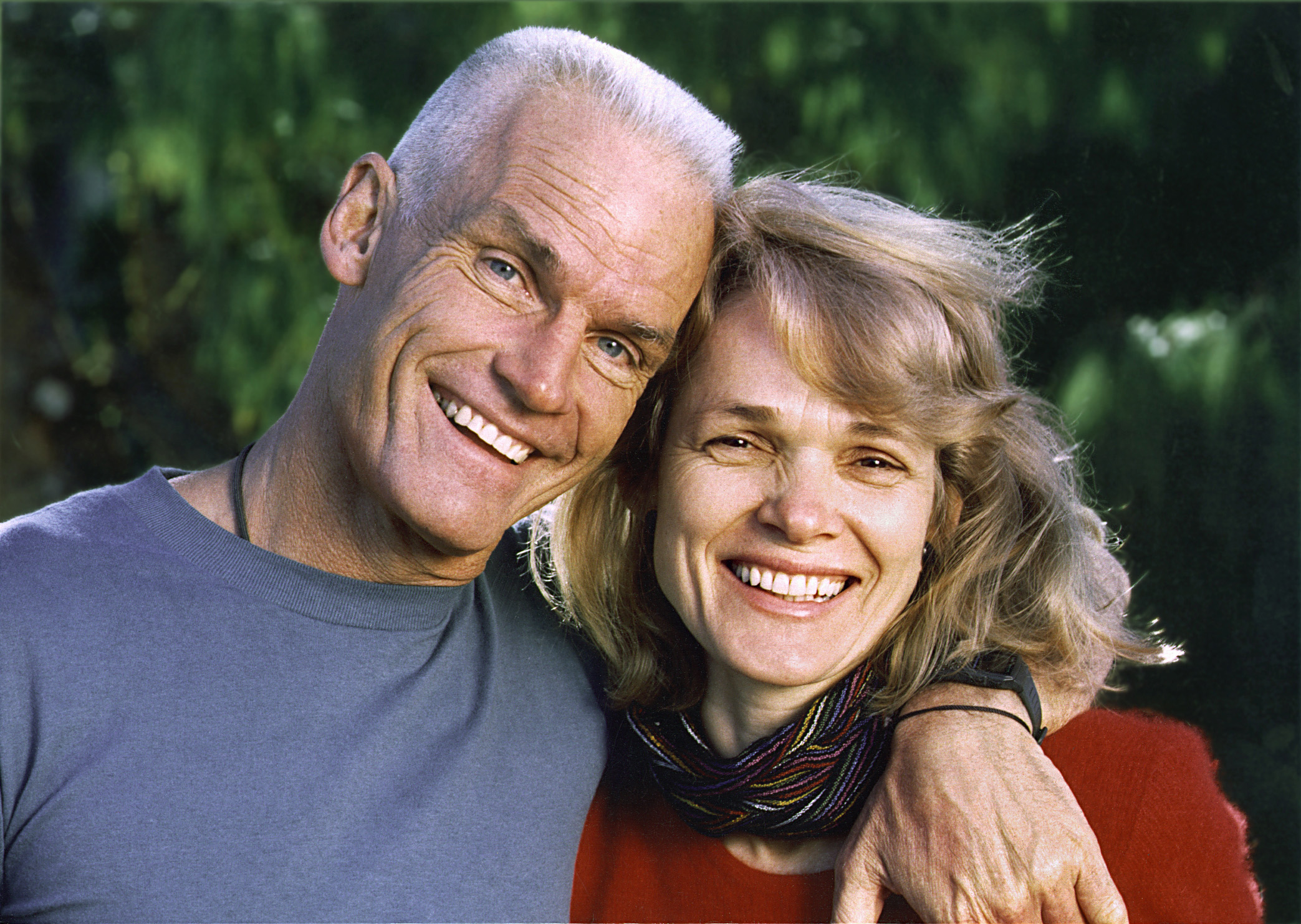
Mit ihrem Ehemann Ole Nydahl

Hannah Nydahl lernte Ole Nydahl schon in ihrer Kindheit kennen, 1966 trafen sie sich in Kopenhagen wieder. Während ihrer Hochzeitsreise in den Himalaya 1968 trafen sie den Drukpa-Siddha Lopön Tsechu Rinpoche. Auf einer zweiten Reise in den Himalaya 1969 trafen sie den 16. Karmapa, das geistliche Oberhaupt der Kagyu-Linie. Nach einer Zeit der Ausbildung und Meditation bat der 16. Karmapa die beiden, in seinem Namen Meditationszentren im Westen zu gründen. Noch im Oktober 2006 nahm sie an der Wiedereinweihung einer restaurierten Stupa in Wuppertal teil, die Sherab Gyaltsen Rinpoche durchführte. Im Dezember 2006 wurden bei ihr bösartige Tumore mit Metastasen festgestellt, an deren Folgen sie am 1. April 2007 starb.

## Lehr- und Übersetzungstätigkeit
Hannah Nydahl betätigte sich als Dolmetscherin für tibetische Karma-Kagyü-Lehrer, unter anderem für den Karmapakandidaten Thaye Dorje, Shamarpa und Lopön Tsechu Rinpoche sowie für Khenpo Chödrak Tenphel Rinpoche, bis 1992 auch für Gyaltsap Rinpoche, Jamgong Kongtrul Rinpoche und Tenga Rinpoche.
Sie übersetzte auch Texte und Meditationen aus dem Tibetischen, so zum Beispiel einen bedeutenden Text über das Mahamudra, der vom 3. Karmapa geschrieben wurde. Des Weiteren organisierte sie zahlreiche Reisen bedeutender Rinpoches im Westen. Vor allem diese Tätigkeit machte sie zu einem Bindeglied zwischen den mehr als 520 von Lama Ole Nydahl gegründeten buddhistischen Diamantweg-Zentren für Laien im Westen und den überwiegend in Indien und Nepal gelegenen Klöstern.
Neben ihrer Übersetzungstätigkeit war sie auch als Lehrerin tätig und hielt Vorträge und Kurse zu buddhistischer Philosophie. Schwerpunkt sowohl ihrer Übersetzungs- als auch ihrer Lehrtätigkeit war das 1990 gegründete Karmapa International Buddhist Institute (KIBI) in Neu-Delhi. Sie war auch maßgeblich beteiligt am Aufbau des europäischen Instituts für die akademische Ausbildung im Buddhismus in Südspanien (Karma Guen). Dort sollen zum Beispiel der Kangyur und der Tengyur, die gesammelten Schriften Buddhas mit Kommentaren, übersetzt werden. Bei beiden Projekten arbeitete sie eng mit Künzig Shamarpa zusammen, dem Vorsitzenden des KIBI, der die dortige Lehr- und Übersetzungstätigkeit entsprechend den Wünschen des 16. Karmapa organisiert.
Zusätzlich zu ihrer Arbeit in Neu-Delhi und Karma Guen reiste sie einige Monate pro Jahr gemeinsam mit ihrem Ehemann um die Welt und organisierte gemeinsam mit Caty Hartung und Tomek Lehnert dessen Tätigkeiten.
Hannah Nydahl war Gründungs- und Vorstandsmitglied der Buddhismus Stiftung Diamantweg.

## Rezeption
Der 2018 erschienene Dokumentarfilm Hannah – Ein buddhistischer Weg zur Freiheit setzt sich mit Nydahls Leben und Wirken auseinander.